# Thomas Caverhill Jerdon
Thomas Caverhill Jerdon (Durham, 12 oktober 1811 – Upper Norwood, 12 juni 1872) was een Britse arts, natuuronderzoeker, zoöloog (ornitholoog, ichtyoloog en herpetoloog) en plantkundige en schrijver over de flora en fauna van India. Hij maakte de eerste wetenschappelijke beschrijving van diverse soorten mieren, vissen, amfibieën, reptielen, vogels en zoogdieren en verzamelde ook bijzondere planten.

## Biografie

### Beginjaren
Thomas was de oudste zoon van Archibald Jerdon van Bonjedward. Zijn vader, die zelf een grote belangstelling had voor natuurlijke historie, wekte zijn interesse in de studie van planten en dieren. Jerdon ging in 1828 letterkunde studeren aan de Universiteit van Edinburgh, maar volgde ook colleges natuurlijke historie bij professor Robert Jameson. In 1829 werd hij lid van de Plinian Society, een club van natuuronderzoekers, waaronder Charles Darwin. Tussen 1829 en 1830 volgde hij een medische opleiding, voorafgaande zijn benoeming tot hulparts in dienst van de Britse Oost-Indische Compagnie.

### Verblijf in India
Hij werd op 11 september 1835 benoemd en arriveerde op 21 februari in Madras (India). Aanvankelijk was zijn werk in India het behandelen van koortsen en dysenterie waardoor het koloniale leger in het district Ganjam werd geteisterd. Tijdens zijn verblijf daar beschreef hij de vogels van Oost-Ghats (een gebergte). In 1837 werd hij overgeplaatst naar een regiment Lichte Cavalerie dat gelegerd was in Trichinopoly. Vervolgens werd hij met dit regiment verplaatst naar Jalna in Midden-India. De daaropvolgende vier jaar bleef hij in Hoogland van Dekan.
In 1841 logeerde hij als verlofganger in het heuvelland van het district Nilgiri en huwde hij daar met Flora Macleod. Flora was geïnteresseerd in kunst en plantkunde, speciaal in orchideeën. Daarna kreeg hij een benoeming als arts (met de bevoegdheid tot het doen van chirurgische ingrepen) in burgerlijke dienst in het district Nellore. Hij had daar contacten met de plaatselijke bevolking, leerde de namen van vogels kennen en bestudeerde zo de natuurlijke historie van deze omgeving. In 1844 werd hij weer overgeplaatst naar Fort St. George als assistent-legerarts van het garnizoen. Daar maakte hij studie van de vissen in de Golf van Bengalen.
Drie jaar later werd hij arts in burgerlijke dienst in de plaats Thalassery (district Kannur, Kerala). In deze functie was hij in staat om een groot aantal diersoorten uit het Malabargebied te bestuderen waaronder ook bijzondere mieren.
In 1851 trad hij weer in dienst van het leger waar hij in 1852 werd bevorderd tot legerarts bij Lichte Cavalerie in het district Sagar (Madhya Pradesh).
In 1858, tijdens de vrede die werd gesloten na de opstanden in 1857, werd hij bevorderd tot legerarts/chirurg in de rang van majoor. Daarna verbleef hij op ziekteverlof in Darjeeling wat hem de kans bood de fauna van het himalayagebied te bestuderen. Daarna werd hij geplaatst bij een infanterieregiment in Birma.
In 1868 trad hij uit actieve dienst en kreeg hij een erebaan in Madras als Deputy Inspector-General of hospitals. Om gezondheidsredenen keerde hij in 1870 terug naar Groot-Brittannië waar hij in 1872 overleed in Upper Norwood.

## Zijn werk en nalatenschap
Onmiddellijk na aankomst in India begon hij met het verzamelen van natuurhistorische specimens. Veel materiaal stuurde hij naar William Jardine. Hoewel veel van dit materiaal door motten aangevreten in Schotland aankwam, resulteerde het toch in een publicatie van een catalogus van de vogels van India (1839/40).
Echter, Jerdons belangrijkste publicatie was The Birds of India, een meerdelig werk waarin 1008 soorten werden behandeld, dat verscheen in de jaren 1862 tot en met 1864. Hij had echter eigenzinnige opvattingen over de indeling van vogels. Hij was het bijvoorbeeld niet eens met het belang dat Charles Darwin hechtte aan omgevingsfactoren die invloed hebben op het uiterlijk van een soort.
Andere werken bevatten beschrijvingen van planten, mieren, amfibieën, reptielen, vogels en zoogdieren. Hij droeg substantieel bij aan de kennis van de fauna van India en ook die van Birma en Ceylon.
Jerdon was de auteur van 2 geslachten en 44 soorten van vogels die anno 2012 op de IOC World Bird List als zodanig erkend worden.
Als eerbetoon zijn Jerdons paapje (Saxicola jerdoni), Jerdons bladvogel (Chloropsis jerdoni) en Jerdons koekoekswouw (Aviceda jerdoni) naar hem genoemd. De plantkundige Robert Wight noemde een plantengeslacht (Jerdonia, Gesneriaceae) naar hem. Albert Günther deed hetzelfde met de groefkopadder Protobothrops jerdonii.

### Zijn publicaties
- (1840) Cuculus himalayanus sp. n. Madras J. Literature and Science 11: 12-13
- (1842) Cuculus venustus sp. n. Madras J. Literature and Science 13: 140
- (1843–1847) Illustrations of Indian ornithology. American Mission Press, Madras.
- (1851) A catalogue of the species of ants found in southern India. Madras J. Lit. Sci. 17: 103-127
- (1853) Catalogue of Reptiles inhabiting the Peninsula of India. J. Asiat. Soc. 153
- (1854) A catalogue of the species of ants found in southern India. Ann. Mag. Nat. Hist. (2)13: 45-56
- (1863) The Birds of India. Volume I 1857 (May 30, 1863)
- (1864) The Birds of India. Volume II, Part I 1895 (February 20, 1864)
- (1864) The Birds of India. Volume III 1931 (October 29, 1864)
- (1870) Notes on Indian Herpetology. P. Asiatic Soc. Bengal March 1870: 66-85
- (1874) The mammals of India: natural history. John Wheldon, London.

- CiNii: DA08993800
- Gemeinsame Normdatei: 1247597733
- International Standard Name Identifier: 0000 0000 8191 8972
- Library of Congress Control Number: n83162630
- Nationale en Universitaire bibliotheek Zagreb: 000115860
- Nederlandse Thesaurus van Auteursnamen: 069852685
- Réseau des bibliothèques de Suisse occidentale: 02-A003424663
- RKD-Nederlands Instituut voor Kunstgeschiedenis: 42219
- Système universitaire de documentation: 189528435
- Union List of Artist Names: 500085604
- Virtual International Authority File: 1389770
- WorldCat: E39PBJdcBgRJkBqqWKmMq97vHC